# Passage Tomb auf Ringarogy Island
Das Passage Tomb auf Ringarogy Island (irisch Rinn Ghearróige), einer mittels Damm mit dem Festland verbundenen ehemaligen Insel, gehört zu den „Carbery’s Hundred Isles“ und liegt westlich von Skibbereen im County Cork in Irland, auf einem Felsvorsprung in der Mündung des River Illen, die lokal als „The Lag“ bekannt ist. Die Insel hat 88 Bewohner. Der größte Teil der Insel und das Passage Tomb werden bei Flut überschwemmt. Die Megalithanlage ist von Seegras bedeckt und bei Flut sind nur die flechtenbesetzten gelben Spitzen zweier Orthostaten zu sehen.

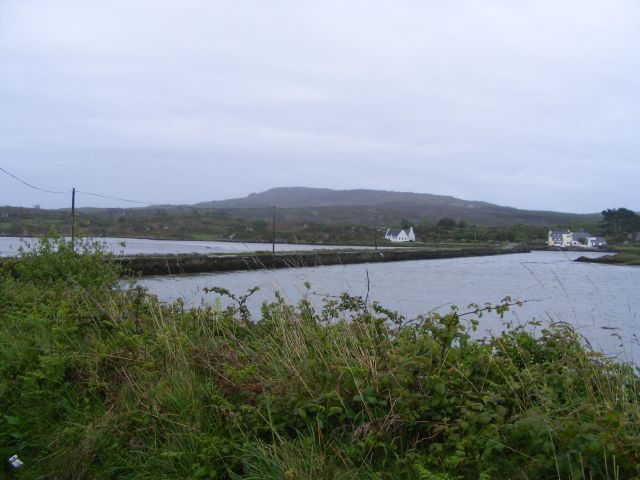
Damm nach Ringarogy Island

## Beschreibung
Die Kammer besteht aus einer etwa 3,0 m langen und 1,0 m breiten etwa Nordost-Südwest orientierten, nach Osten offenen Galerie, die von drei Steinen im Norden und drei im Süden gebildet wird. Ein quer gesetzter etwa 1,1 m hoher Stein befindet sich mit einem Orthostaten von 0,5 m Höhe an der Nordseite. Das westliche Ende der Galerie wird durch einen Endstein von 1,15 m Höhe verschlossen. Vier Platten im Osten und zwei im Süden des Eingangsbereichs stellen wahrscheinlich verlagerte Decksteine dar. Der Hügel ist durch die Gezeiten abgeschwemmt worden. Etwa 2,0 m nördlich der Galerie liegen drei Randsteine in situ und drei weitere liegen auf der Nordwestseite. Die Anlage wurde von Elizabeth Shee Twohig ausgegraben.
Im Cork Harbour liegt der Dolmen von Rostellan, ein „inter-tidal“ Portal Tomb.

## Meeresspiegelanstieg

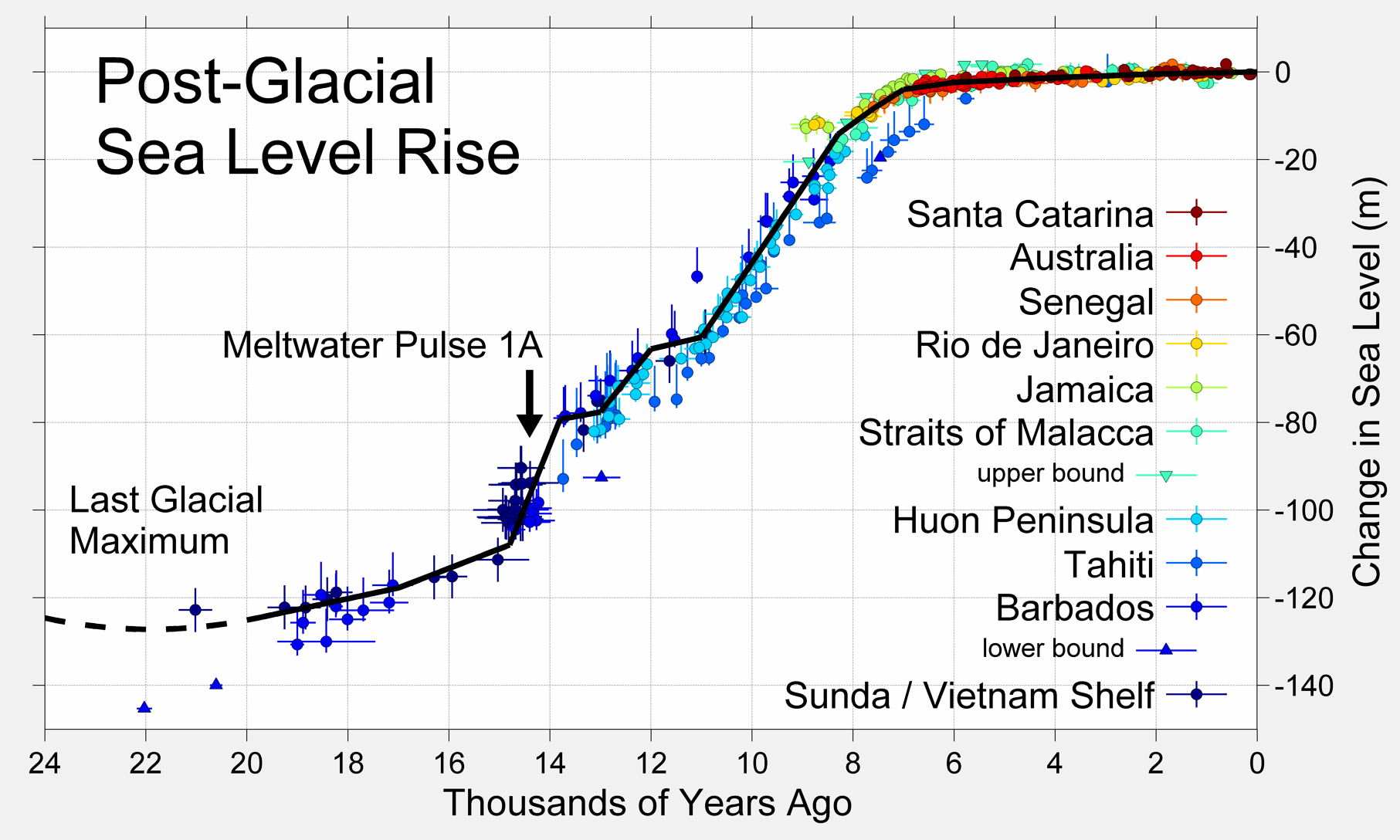
Anstieg des Meeresspiegels in den letzten 24.000 Jahren. Seit dem Bau der Anlage etwa 4000 v. Chr. stieg er nur mehr um etwa fünf Meter

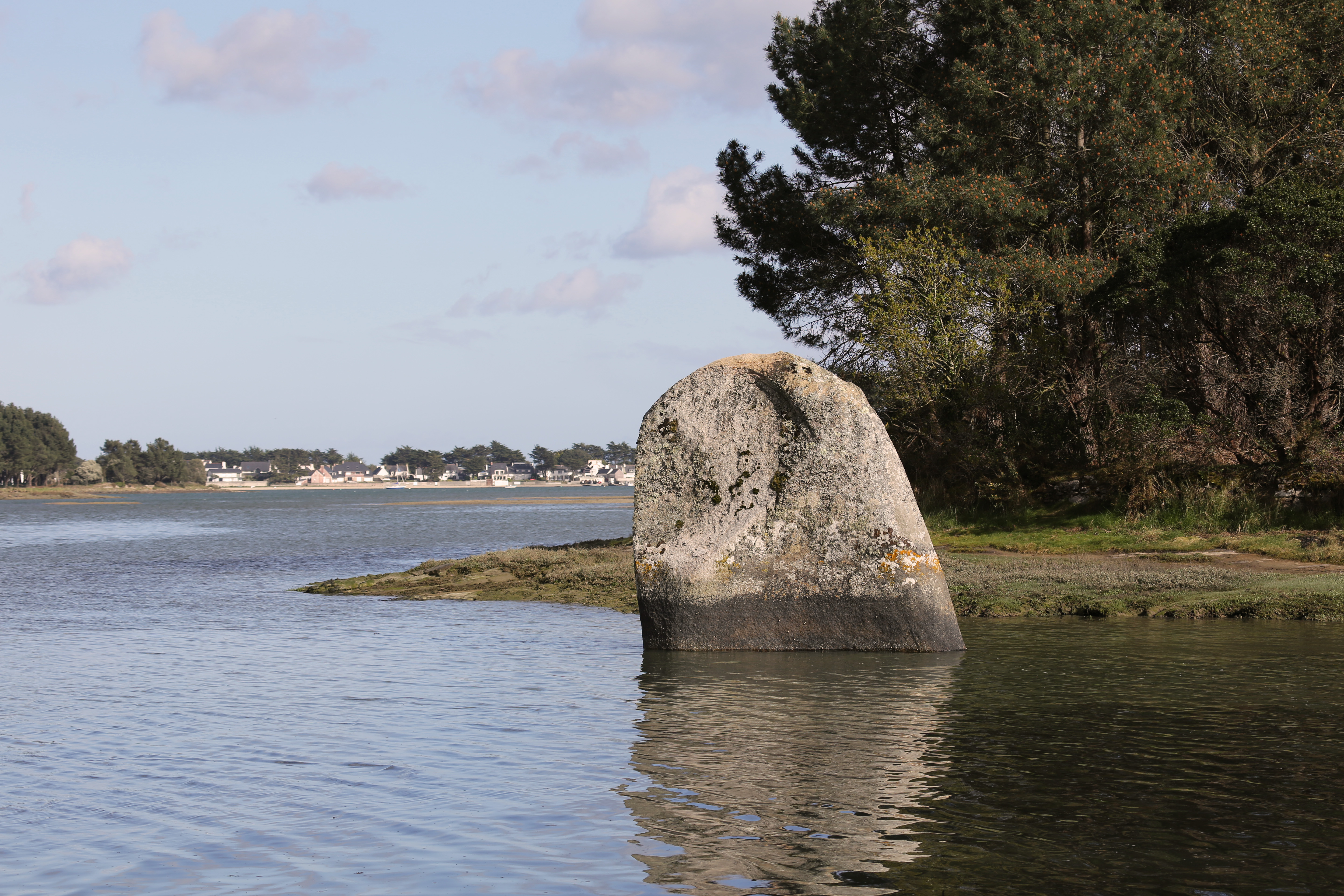
Menhir von Penloïc

Einige Menhire und Megalithanlagen, wie die Allée couverte von Kernic und die Allée couverte im Estuaire de la Quillimadec in der Bretagne, werden heute bei Flut ebenfalls überspült. Sie sind Beleg für das Ansteigen des Meeresspiegels seit der Jungsteinzeit, in der die Anlagen nicht derart meernah errichtet wurden. Der Penloïc bei Loctudy (im Département Finistère) an der Mündung des Flusses von Pont-l’Abbé ragt vier Meter aus dem Schlick. Der im Neolithikum auf festem Boden errichtete Menhir liegt etwa 0,75 m unter dem heutigen mittleren Meeresspiegel, die Basis liegt etwa 0,5 m tiefer.